# Korntal-Münchingen
Korntal-Münchingen település Németországban, azon belül Baden-Württembergben. Lakosainak száma 20 394 fő (2023. december 31.).

## Népesség
A település népessége az elmúlt években az alábbi módon változott:
| Lakosok száma | 13 475 | 15 145 | 17 072 | 17 008 | 16 500 | 17 311 | 17 420 | 18 303 | 18 578 | 20 394 |
|               | 1961   | 1967   | 1974   | 1980   | 1987   | 1993   | 2000   | 2006   | 2013   | 2023   |